# Matías Viña
Matías Nicolás Viña Susperreguy (Empalme Olmos, 9 de noviembre de 1997) es un futbolista uruguayo. Juega de defensa y su equipo es el C. R. Flamengo del Campeonato Brasileño de Serie A.

## Trayectoria
Viña fue fichado por Nacional en el año 2015, con 17 años. Jugaba en la Primera División de Ferrocarrilero de Empalme Olmos, y fue a probarse al club albo. Se integró a la Cuarta División en principio y tuvo la posibilidad de practicar con los profesionales.
En 2016 logró sus primeros minutos con la reserva del club, disputó 8 partidos en Tercera División.
En 2019 logró consolidarse como el lateral titular de Nacional bajo la dirección de Álvaro Gutiérrez Felscher. Su primer gol fue en la goleada 6-0 frente a River Plate (Uruguay). Además, dio 2 asistencia en Copa Libertadores 2019. Ese mismo año convirtió su primer doblete como profesional en el primer partido del Clausura ante Liverpool Fútbol Club.
El 31 de enero de 2020 abandonó Nacional para jugar en Palmeiras. El 16 de febrero de 2020, debutó en la victoria por 3-1 sobre Mirassol, en la sexta jornada del Campeonato Paulista. Marcó su primer gol con el equipo verdiblanco el 30 de septiembre del mismo año, ante Bolívar, en partido válido por la quinta jornada de la fase de grupos de la Libertadores, siendo el tercer gol en la victoria por 5-0.
En total, disputó 70 partidos con el Palmeiras y ganó 3 títulos: Paulista, Libertadores y Copa do Brasil, todos en 2020.
En 8 de agosto de 2021, fue presentado como nuevo jugador de la A. S. Roma. La Roma pagó 13 millones de euros por el traspaso junto al Palemiras. Debutó con los Giallorossi, el 19 de agosto, en el partido fuera de casa ganado ante el Trabzonspor (1-2) en la Conference League.
En su primer año fue titular en 37 partidos en su primera temporada en Italia, pero perdió su puesto con José Mourinho en la recta final. El equipo ganaron la Liga Europa Conferencia de la UEFA. Viña se fue de la Roma con 44 partidos, ningún gol y dos asistencias.
El segundo año fué cedido en el AFC Bournemouth al que llegó a finales de enero. Los medios ingleses informaron de un precio cercano a los 500 mil euros (2,7 millones de reales). Sin embargo, podría alcanzar los 750 mil euros debido a los objetivos establecidos en el contrato. El acuerdo incluía una opción de compra que no se hizo efectiva. El 15 de abril, marcó su primer gol para el club después de su debut como titular, en una victoria por 3-2 como visitante ante el Tottenham Hotspur.
Allí marcó dos goles en 12 partidos.
El regresó a Italia para jugar, también a préstamo, en la U. S. Sassuolo Calcio.
Disputó 16 partidos, 14 de ellos como titular con los Neroverdi.
El 25 de enero de 2024, después de una larga negociación, Viña fue anunciado oficialmente por Flamengo. El contrato del uruguayo con el Rubro-Negro se extiende hasta diciembre de 2028. La operación se cerró por unos 9 millones de euros. Siendo 8 millones de euros fijos y 1 millón de euros divididos en dos cuotas de 500 mil euros por bonificaciones. Viña debutó con el Flamengo el 20 de febrero de 2024, entrando en el segundo tiempo de la goleada 4-0 al Boavista en Maracaná por el Campeonato Carioca. El 24 de abril de 2024, Matías Viña anotó su primer gol con el Flamengo, que fue derrotado por Bolívar, en el Estadio Hernando Siles, en la tercera jornada de la fase de grupos de la Copa Libertadores, por 2 a 1.
El 11 de agosto de 2024, Viña sufrió una lesión de ligamento cruzado en el partido entre Flamengo y Palmeiras, por la 22ª jornada del Brasileirão. Tras siete meses de ausencia, Matías Viña volvió a correr en la cancha el 6 de marzo de 2025, en el centro de entrenamiento del Flamengo. Junto con el equipo de preparación física del club, realizó el ejercicio por separado del resto del equipo. El 1 de junio de 2025, Matías Viña celebró su regreso a las canchas después de casi diez meses de ausencia por lesión, en la victoria por 5-0 sobre Fortaleza, en el Maracaná, por la 11ª jornada del Brasileirão.

## Selección nacional

### Trayectoria
Matías ha sido parte de la selección de Uruguay en la categoría juvenil sub-20.
El 12 de diciembre de 2016, fue convocado por Fabián Coito para entrenar en el complejo AUF, junto a otros 27 futbolistas. Fue confirmado en la lista definitiva el 29 de diciembre, para jugar el Campeonato Sudamericano Sub-20.
Debutó en la competición oficial el 19 de enero de 2017, fue el lateral izquierdo contra Venezuela, pero empataron sin goles en el primer partido de la fase de grupos. El segundo juego, fue ante Argentina, esta vez el entrenador lo colocó como parte de la zaga titular y lograron un segundo empate, ya que igualaron 3 a 3. Se mantuvo como defensa central en el tercer partido, se enfrentaron a Perú, selección a la que derrotaron 2-0. En el último partido de la primera fase, descansó y no tuvo minutos, de igual forma, derrotaron a Bolivia 3 a 0. Clasificaron a la siguiente instancia como el mejor del grupo, con 8 puntos.
El primer partido del hexagonal final, lo jugaron el 30 de enero, nuevamente se midieron ante Argentina, Matías se consolidó en la zaga y esta vez la Celeste se impuso 3-0. Tres días después, se enfrentaron a la selección de Brasil, Viña fue titular pero comenzaron en desventaja, ya que al minuto 24 el rival abrió el marcador y dominó el juego, para el segundo tiempo, Uruguay mejoró y empataron al minuto 60 con un tanto de su compañero Amaral, ya en tiempo cumplido y con dos hombres de más, Facundo Waller habilitó a Matías con un pase largo, quedó mano a mano con el portero y vulneró su resistencia, lo que significó el triunfo definitivo por 2-1.
En el último partido, Uruguay logró el título, tras vencer al local Ecuador por 2 a 1.
El 25 de abril fue confirmado en el plantel definitivo para viajar a Corea del Sur y jugar la Copa Mundial Sub-20.

### Participaciones en categorías inferiores
En cursiva las competiciones no oficiales.
| Competición                                    | Sede          | Resultado     | Partidos | Goles |
| ---------------------------------------------- | ------------- | ------------- | -------- | ----- |
| Torneo Cuatro Naciones Sub-19 de 2016          | Catar         | Subcampeón    | 4        | 0     |
| Copa Ciudad de la Independencia Sub-19 de 2016 | Chile         | Tercer puesto | 2        | 0     |
| Campeonato Sudamericano Sub-20 de 2017         | Ecuador       | Campeón       | 8        | 1     |
| Copa Mundial Sub-20 de 2017                    | Corea del Sur | Cuarto puesto | 4        | 0     |

### Detalles de partidos
| Con Uruguay sub-20 | Con Uruguay sub-20 | Con Uruguay sub-20          | Con Uruguay sub-20       | Con Uruguay sub-20                 | Con Uruguay sub-20                       | Con Uruguay sub-20 | Con Uruguay sub-20 | Con Uruguay sub-20                                                                                   | Con Uruguay sub-20 |
| N.º                | Rival              | Resultado                   | Fecha                    | Lugar                              | Competencia                              | Goles              | Asistencias        | Ref.                                                                                                 |                    |
| ------------------ | ------------------ | --------------------------- | ------------------------ | ---------------------------------- | ---------------------------------------- | ------------------ | ------------------ | --- | ------------------ |
| 1                  | Chile              | 2:2 (1:1)                   | 2 de junio de 2016       | Montevideo · Uruguay               | Amistoso                                 | 9'                 | -                  | 1 |                    |
| 2                  | Perú               | 4:0 (0:0)                   | 16 de junio de 2016      | Maldonado · Uruguay                | Amistoso                                 | 72'                | -                  | 2 |                    |
| 3                  | Guatemala          | 1:0 (1:0)                   | 22 de junio de 2016      | Canelones · Uruguay                | Amistoso                                 | -                  | -                  | 3 |                    |
| 4                  | Sel. Gaúcha        | 5:2 (3:2)                   | 16 de agosto de 2016     | Montevideo · Uruguay               | Amistoso                                 | -                  | -                  | 4 |                    |
| 5                  | Sel. Gaúcha        | 3:3 (2:0)                   | 18 de agosto de 2016     | Canelones · Uruguay                | Amistoso                                 | 4'                 | -                  | 5 |                    |
| 6                  | Chile              | 1:0 (1:0)                   | 30 de agosto de 2016     | San Vicente de Tagua Tagua · Chile | Amistoso                                 | -                  | -                  | 6 |                    |
| 7                  | Chile              | 1:0 (1:0)                   | 1 de septiembre de 2016  | Santiago · Chile                   | Amistoso                                 | -                  | -                  | 7 |                    |
| 8                  | Catar              | 1:2 (1:2)                   | 18 de septiembre de 2016 | Doha Catar                         | Amistoso Torneo Cuatro Naciones          | -                  | -                  | 8 |                    |
| 9                  | Corea del Sur      | 0:1 (0:0)                   | 21 de septiembre de 2016 | Doha Catar                         | Amistoso Torneo Cuatro Naciones          | -                  | -                  | 9 |                    |
| 10                 | Senegal            | 2:1 (0:0)                   | 24 de septiembre de 2016 | Doha Catar                         | Amistoso Torneo Cuatro Naciones          | -                  | -                  | 10                                                                                                   |                    |
| 11                 | Senegal            | 1:4 (0:2)                   | 28 de septiembre de 2016 | Doha Catar                         | Amistoso Torneo Cuatro Naciones          | -                  | -                  | 11                                                                                                   |                    |
| 12                 | Venezuela          | 3:1 (2:1)                   | 5 de octubre de 2016     | Montevideo · Uruguay               | Amistoso                                 | -                  | -                  | 12                                                                                                   |                    |
| 13                 | Chile              | 2:2 (1:1)                   | 12 de octubre de 2016    | Talca · Chile                      | Amistoso Copa Ciudad de la Independencia | -                  | -                  | 13                                                                                                   |                    |
| 14                 | Brasil             | 2:1 (1:0)                   | 14 de octubre de 2016    | Talca · Chile                      | Amistoso Copa Ciudad de la Independencia | -                  | -                  | 14                                                                                                   |                    |
| 15                 | Venezuela          | 0:0                         | 19 de enero de 2017      | Ibarra · Ecuador                   | Campeonato Sudamericano Fase de grupos   | -                  | -                  | 15                                                                                                   |                    |
| 16                 | Argentina          | 3:3 (1:2)                   | 21 de enero de 2017      | Ibarra · Ecuador                   | Campeonato Sudamericano Fase de grupos   | -                  | -                  | 16                                                                                                   |                    |
| 17                 | Perú               | 2:0 (1:0)                   | 25 de enero de 2017      | Ibarra · Ecuador                   | Campeonato Sudamericano Fase de grupos   | -                  | -                  | 17                                                                                                   |                    |
| 18                 | Argentina          | 3:0 (2:0)                   | 30 de enero de 2017      | Quito · Ecuador                    | Campeonato Sudamericano Hexagonal final  | -                  | -                  | 18                                                                                                   |                    |
| 19                 | Brasil             | 2:1 (0:1)                   | 2 de febrero de 2017     | Quito · Ecuador                    | Campeonato Sudamericano Hexagonal final  | 90+2'              | -                  | 19                                                                                                   |                    |
| 20                 | Colombia           | 3:0 (1:0)                   | 5 de febrero de 2017     | Quito · Ecuador                    | Campeonato Sudamericano Hexagonal final  | -                  | -                  | 20                                                                                                   |                    |
| 21                 | Venezuela          | 0:3 (0:0)                   | 8 de febrero de 2017     | Quito · Ecuador                    | Campeonato Sudamericano Hexagonal final  | -                  | -                  | 21                                                                                                   |                    |
| 22                 | Ecuador            | 1:2 (0:2)                   | 11 de febrero de 2017    | Quito · Ecuador                    | Campeonato Sudamericano Hexagonal final  | -                  | -                  | 22                                                                                                   |                    |
| 23                 | Argentina          | 0:1 (0:0)                   | 22 de marzo de 2017      | Montevideo · Uruguay               | Amistoso                                 | -                  | -                  | 23                                                                                                   |                    |
| 24                 | Sudáfrica          | 0:0                         | 27 de mayo de 2017       | Suwon Corea del Sur                | Copa Mundial Fase de grupos              | -                  | -                  | 24 (enlace roto disponible en Internet Archive; véase el historial, la primera versión y la última). |                    |
| 25                 | Arabia Saudita     | 1:0 (0:0)                   | 31 de mayo de 2017       | Incheon Corea del Sur              | Copa Mundial Octavos de final            | -                  | -                  | 25 (enlace roto disponible en Internet Archive; véase el historial, la primera versión y la última). |                    |
| 26                 | Portugal           | 2:2 (2:1)(t. s.) (4:5 pen.) | 4 de junio de 2017       | Daejeon Corea del Sur              | Copa Mundial Cuartos de final            | -                  | -                  | 26                                                                                                   |                    |
| 27                 | Italia             | 0:0 (1:4 pen.)              | 11 de junio de 2017      | Suwon Corea del Sur                | Copa Mundial Tercer puesto               | -                  | -                  | 27 (enlace roto disponible en Internet Archive; véase el historial, la primera versión y la última). |                    |

### Absoluta
Viña disputó su primer partido como jugador de la selección uruguaya el 6 de septiembre de 2019 entrando desde el banco contra Costa Rica.

### Participaciones en Copas Américas
| Copa              | Sede           | Resultado        | Partidos | Goles |
| ----------------- | -------------- | ---------------- | -------- | ----- |
| Copa América 2021 | Brasil         | Cuartos de final | 5        | 0     |
| Copa América 2024 | Estados Unidos | Tercer puesto    | 5        | 1     |

### Detalles de partidos
| 1 | 6 de septiembre de 2019  | Amistoso                 | Costa Rica     | 2-1 | San José   | Ingresó por Diego Laxalt a los 82'.                                             |
| 2 | 10 de septiembre de 2019 | Amistoso                 | Estados Unidos | 1-1 | San Luis   |                                                                                 |
| 3 | 11 de octubre de 2019    | Amistoso                 | Perú           | 1-0 | Montevideo | Fue reemplazado por Diego Laxalt a los 79'.                                     |
| 4 | 15 de octubre de 2019    | Amistoso                 | Perú           | 1-1 | Lima       | Ingresó por Diego Laxalt a los 46'. Asistió a Darwin Núñez a los 80'.           |
| 5 | 15 de noviembre de 2019  | Amistoso                 | Hungría        | 2-1 | Budapest   | Asistió a Edinson Cavani a los 15'. Fue reemplazado por Diego Laxalt a los 68'. |
| 6 | 18 de noviembre de 2019  | Amistoso                 | Argentina      | 2-2 | Tel Aviv   |                                                                                 |
| 7 | 8 de octubre de 2020     | Eliminatorias Catar 2022 | Chile          | 2-1 | Montevideo |                                                                                 |
| 8 | 13 de octubre de 2020    | Eliminatorias Catar 2022 | Ecuador        | 2-4 | Quito      |                                                                                 |

## Estadísticas

### Clubes
Actualizado al 24 de junio de 2025.
| Club                           | Div.          | Temporada     | Liga  | Liga  | Estatal | Estatal | Copas nacionales | Copas nacionales | Copas internacionales | Copas internacionales | Total | Total |
| Club                           | Div.          | Temporada     | Part. | Goles | Part.   | Goles   | Part.            | Goles            | Part.                 | Goles                 | Part. | Goles |
| ------------------------------ | ------------- | ------------- | ----- | ----- | ------- | ------- | ---------------- | ---------------- | --------------------- | --------------------- | ----- | ----- |
| C. Nacional de F. · Uruguay    | 1.ª           | 2017          | 4     | 0     | —       | —       | 0                | 0                | 0                     | 0                     | 4     | 0     |
| C. Nacional de F. · Uruguay    | 1.ª           | 2018          | 1     | 0     | —       | —       | 0                | 0                | 0                     | 0                     | 1     | 0     |
| C. Nacional de F. · Uruguay    | 1.ª           | 2019          | 34    | 5     | —       | —       | 1                | 0                | 7                     | 0                     | 42    | 5     |
| C. Nacional de F. · Uruguay    | Total club    | Total club    | 39    | 5     | 0       | 0       | 1                | 0                | 7                     | 0                     | 47    | 5     |
| S. E. Palmeiras · Brasil       | 1.ª           | 2020          | 23    | 1     | 7       | 0       | 6                | 0                | 14                    | 2                     | 50    | 3     |
| S. E. Palmeiras · Brasil       | 1.ª           | 2021          | 4     | 0     | 10      | 1       | 1                | 0                | 5                     | 1                     | 20    | 2     |
| S. E. Palmeiras · Brasil       | Total club    | Total club    | 27    | 1     | 17      | 1       | 7                | 0                | 19                    | 3                     | 70    | 5     |
| A. S. Roma · Italia            | 1.ª           | 2021-22       | 26    | 0     | —       | —       | 2                | 0                | 9                     | 0                     | 37    | 0     |
| A. S. Roma · Italia            | 1.ª           | 2022-23       | 3     | 0     | —       | —       | 0                | 0                | 4                     | 0                     | 7     | 0     |
| A. S. Roma · Italia            | Total club    | Total club    | 29    | 0     | 0       | 0       | 2                | 0                | 13                    | 0                     | 44    | 0     |
| AFC Bournemouth Inglaterra     | 1.ª           | 2022-23       | 12    | 2     | —       | —       | —                | —                | —                     | —                     | 12    | 2     |
| AFC Bournemouth Inglaterra     | Total club    | Total club    | 12    | 2     | 0       | 0       | 0                | 0                | 0                     | 0                     | 12    | 2     |
| U. S. Sassuolo Calcio · Italia | 1.ª           | 2023-24       | 15    | 0     | —       | —       | 1                | 0                | —                     | —                     | 16    | 0     |
| U. S. Sassuolo Calcio · Italia | Total club    | Total club    | 15    | 0     | 0       | 0       | 1                | 0                | 0                     | 0                     | 16    | 0     |
| C. R. Flamengo · Brasil        | 1.ª           | 2024          | 9     | 0     | 5       | 0       | 3                | 0                | 5                     | 1                     | 22    | 1     |
| C. R. Flamengo · Brasil        | 1.ª           | 2025          | 1     | 0     | 0       | 0       | 0                | 0                | 1                     | 0                     | 2     | 0     |
| C. R. Flamengo · Brasil        | Total club    | Total club    | 10    | 0     | 5       | 0       | 3                | 0                | 6                     | 1                     | 24    | 1     |
| Total carrera                  | Total carrera | Total carrera | 132   | 8     | 22      | 1       | 14               | 0                | 45                    | 4                     | 213   | 13    |
| 1. 2. 3.                       |               |               |       |       |         |         |                  |                  |                       |                       |       |       |

### Selecciones
Actualizado al 11 de junio de 2017.
Último partido citado: Uruguay 0 - 0 Italia
| Sub-20 · Uruguay | 2015-16       | - | - | - | - | 3  | 1 | 3  | 1 |
| Sub-20 · Uruguay | 2016-17       | 8 | 1 | 4 | 0 | 12 | 2 | 24 | 3 |
| Sub-20 · Uruguay | Total sel.    | 8 | 1 | 4 | 0 | 15 | 3 | 27 | 4 |
| Total carrera    | Total carrera | 8 | 1 | 4 | 0 | 15 | 3 | 27 | 4 |
| 1. 2.            |               |   |   |   |   |    |   |    |   |

### Resumen estadístico
|                             | Partidos | Goles | Promedio |
| --------------------------- | -------- | ----- | -------- |
| Liga                        | 93       | 6     | 0,07     |
| Estatal                     | 17       | 1     | 0,06     |
| Copas nacionales            | 10       | 0     | 0        |
| Copas internacionales       | 35       | 3     | 0,09     |
| Selección de Uruguay sub-20 | 27       | 4     | 0,14     |
| Selección de Uruguay        | 24       | 0     | 0        |
| Total                       | 206      | 14    | 0,07     |

## Palmarés

### Títulos regionales
| Título              | Club            | Estado         | Año  |
| ------------------- | --------------- | -------------- | ---- |
| Campeonato Paulista | S. E. Palmeiras | São Paulo      | 2020 |
| Campeonato Carioca  | C. R. Flamengo  | Río de Janeiro | 2024 |

### Títulos nacionales
| Título              | Club              | País    | Año  |
| ------------------- | ----------------- | ------- | ---- |
| Torneo Intermedio   | C. Nacional de F. | Uruguay | 2017 |
| Torneo Apertura     | C. Nacional de F. | Uruguay | 2018 |
| Torneo Intermedio   | C. Nacional de F. | Uruguay | 2018 |
| Supercopa Uruguaya  | C. Nacional de F. | Uruguay | 2019 |
| Torneo Clausura     | C. Nacional de F. | Uruguay | 2019 |
| Campeonato Uruguayo | C. Nacional de F. | Uruguay | 2019 |
| Copa de Brasil      | S. E. Palmeiras   | Brasil  | 2020 |
| Copa de Brasil      | C. R. Flamengo    | Brasil  | 2024 |

### Títulos internacionales
| Título                             | Club (*)                    | País           | Año  |
| ---------------------------------- | --------------------------- | -------------- | ---- |
| Campeonato Sudamericano sub-20     | Selección de Uruguay sub-20 | Ecuador        | 2017 |
| Copa Libertadores                  | S. E. Palmeiras             | Río de Janeiro | 2020 |
| Copa Libertadores                  | S. E. Palmeiras             | Montevideo     | 2021 |
| Liga Europa Conferencia de la UEFA | A. S. Roma                  | Tirana         | 2022 |

(*) Incluyendo la selección.

### Distinciones individuales
| Distinción              | Año  |
| ----------------------- | ---- |
| Equipo Ideal de América | 2020 |